# Music of the Heart
Music of the Heart ist der Name des biografischen Spielfilms über Roberta Guaspari.
Diese Verfilmung von Wes Craven basiert auf dem Dokumentarfilm „Small Wonders“ aus dem Jahr 1995, der für einen Academy Award nominiert war.

## Handlung
Nach ihrer Scheidung versucht die Violin-Lehrerin Roberta ihren Lebensunterhalt zu verdienen. Sie wird von ihrem Jugendfreund Brian einer Schulleiterin (Angela Bassett) in East Harlem als Musiklehrerin empfohlen.
Diese Stelle erhält sie jedoch erst nach einigen Bemühungen und weil sie 50 Geigen mitbringt.
Trotz einiger Skepsis von Lehrern, Eltern und Kindern entwickelt sich ihr „East Harlem Violin Program“ rasch zu einer wichtigen Einrichtung.
Nach zehn Jahren droht dem Programm das Aus, da die öffentlichen Mittel gestrichen werden.
Roberta beschließt für die Fortführung zu kämpfen und wird vor allem durch die Fotografin Dorothea van Heften unterstützt, der Frau des berühmten Geigers Arnold Steinhardt, der wiederum Kollegen wie Isaac Stern und Itzhak Perlman für eine Benefizveranstaltung gewinnen kann.

## Kritiken
Das Lexikon des internationalen Films schrieb, die „Beschönigung des Milieus“ sowie die „Sentimentalisierung des Geschehens“ würden die „Inspirationskraft der Geschichte“ vermindern. Die Darstellung von Meryl Streep sei „eindrucksvoll“ und „psychologisch differenziert“.

## Auszeichnungen
Meryl Streep als Beste Hauptdarstellerin sowie Diane Warren für den Song Music of My Heart wurden im Jahr 2000 für den Oscar nominiert. Meryl Streep wurde außerdem 2000 für den Golden Globe Award und für den Screen Actors Guild Award nominiert. Diane Warren wurde 2000 für den Grammy Award nominiert.

## Hintergrund
Die Benefizveranstaltung wurde tatsächlich in der Carnegie Hall mit den Künstlern von damals gedreht. Dafür blieben nur 72 Stunden.
An den Dreharbeiten nahmen zahlreiche Kinder aus Robertas Programm teil.
Am letzten Drehtag erhielt die Crew Besuch von Rudy Crew, dem Schulkanzler von New York, der zusagte, Robertas Programm wieder zu unterstützen. Von 1991 bis 1998 hatte das Programm nur dank privater Spenden überleben können. Mittlerweile wurde die öffentliche Unterstützung durch die Bildungsbehörden wieder eingeführt.
Eigentlich hätte Madonna den Part der Roberta spielen sollen, allerdings sagte diese wegen Differenzen mit Wes Craven ab. Obwohl Meryl Streep nicht Violine spielen konnte, sagte sie zu und lernte extra für den Film in kürzester Zeit, Violine zu spielen.